# Shebe Senbo
Shebe Senbo ou Shebe Sambo (en oromo : Shabee Somboo) est un woreda de l'ouest de l'Éthiopie situé dans la zone Jimma de la région Oromia. Détaché de Seka Chekorsa, il a 112 068 habitants en 2007. Son centre administratif est Shebe.

## Géographie
Shebe Senbo est bordé  dans la zone Jimma par les woredas Gera, Gomma, Seka Chekorsa et Dedo.
Limitrophe de la région Éthiopie du Sud-Ouest et bordé au sud par la rivière Gojeb, il fait partie du bassin versant de l'Omo.
Son centre administratif, Shebe, se trouve une cinquantaine de kilomètres au sud-ouest de Jimma,.

## Démographie
Le recensement national de 2007 rapporte une population totale de 112 068 habitants pour ce woreda, dont 56 737 hommes et 55 331 femmes. Les 5 265 habitants de Shebe, soit 5 % de la population, sont des citadins. La majorité des habitants du woreda (77 %) sont musulmans, 21 % sont orthodoxes et 2 % sont protestants. 
En 2022, la population du woreda est estimée à 160 229 personnes avec une densité de population de 209 personnes par km2 et 766 km2 de superficie.